# 京都大学総合博物館
京都大学総合博物館（きょうとだいがくそうごうはくぶつかん、英: The Kyoto University Museum）は、京都大学により過去100年以上にわたり収集・研究されてきた学術標本資料・教育資料の一次資料を集中して保管し、学内外の研究教育の促進、その研究成果を一般公開することを目的として設置された学内共同教育研究施設である。
1986年6月、現在の北館が竣工、1997年4月1日、旧文学部博物館を元に発足した。旧文学部博物館を文化史系展示場とし、自然史系展示場が入る南館を2000年8月に竣工、2001年6月に開館した。開館後は、文化史系・自然史系・技術史系の常設展示と年2回の企画展に加え、特別展、公開講座等を開催している。
教官9人、事務官4人でスタートしたが、現在教官は2人減の7人で運営されている。

## 展示部門・主要な展示物
展示スペースは、自然史展示室が最も広く、標本作製などの体験学習もできる。

### 自然史
- 地球の鼓動 - 滋賀県の今津町から京都市東部にかけての花折断層
- 京都の哺乳類 - ニホンカモシカ、ツキノワグマなどの剥製
- ランビルの森 - ボルネオの熱帯雨林のジオラマ
- 絶滅種クニマスの標本 - 世界にある絶滅した田沢湖産クニマス17体の標本の内、12体が京都大学にある。
- 芦生の森の花昆虫の共生系

### 文化史
- 京都図と江戸時代の出版された地図
- 中国の考古資料
- 日本の古文書

### 技術史
- 機械メカニズムの教育模型 - 1903年にドイツの会社から購入されたもの

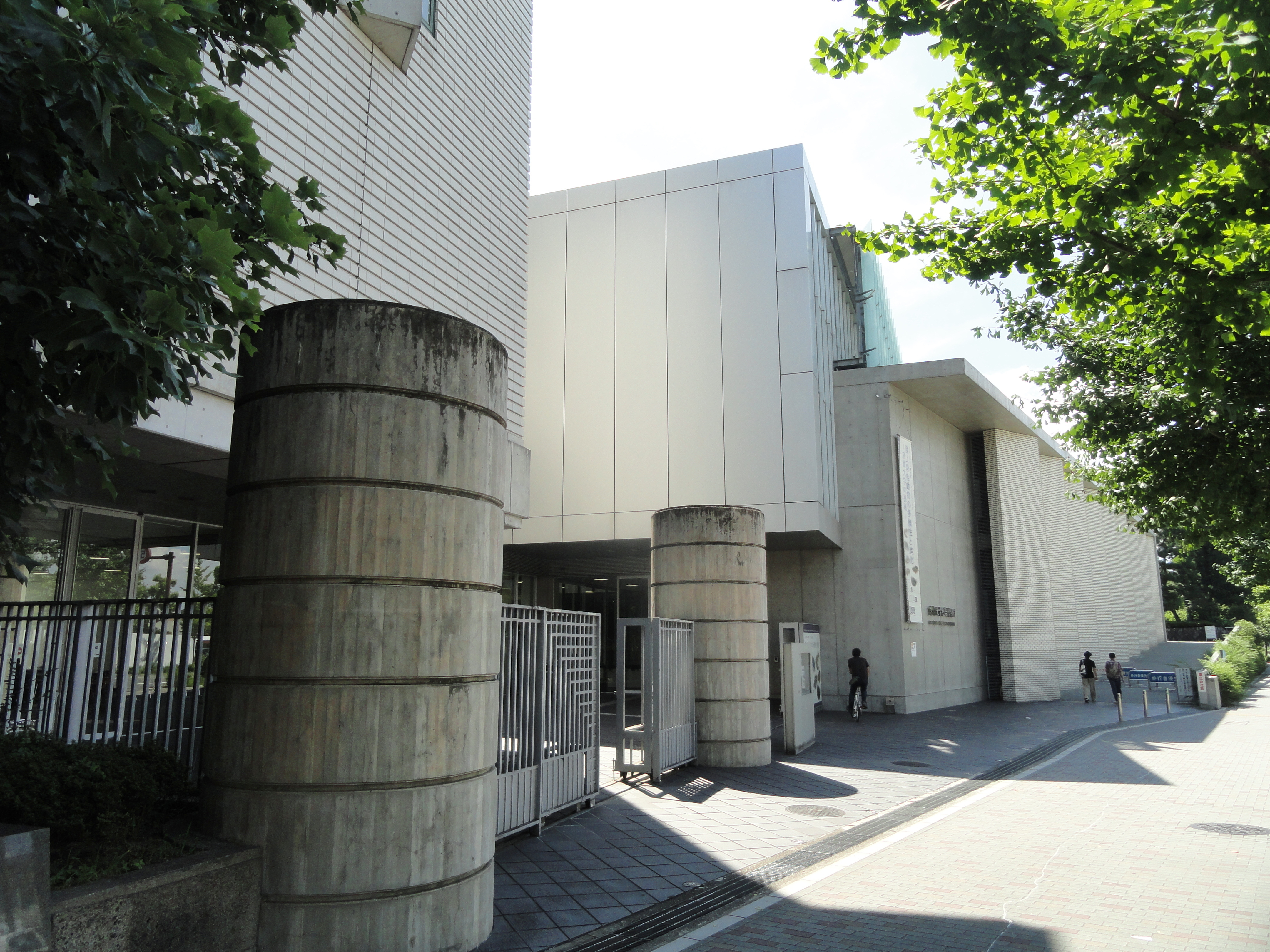
入口
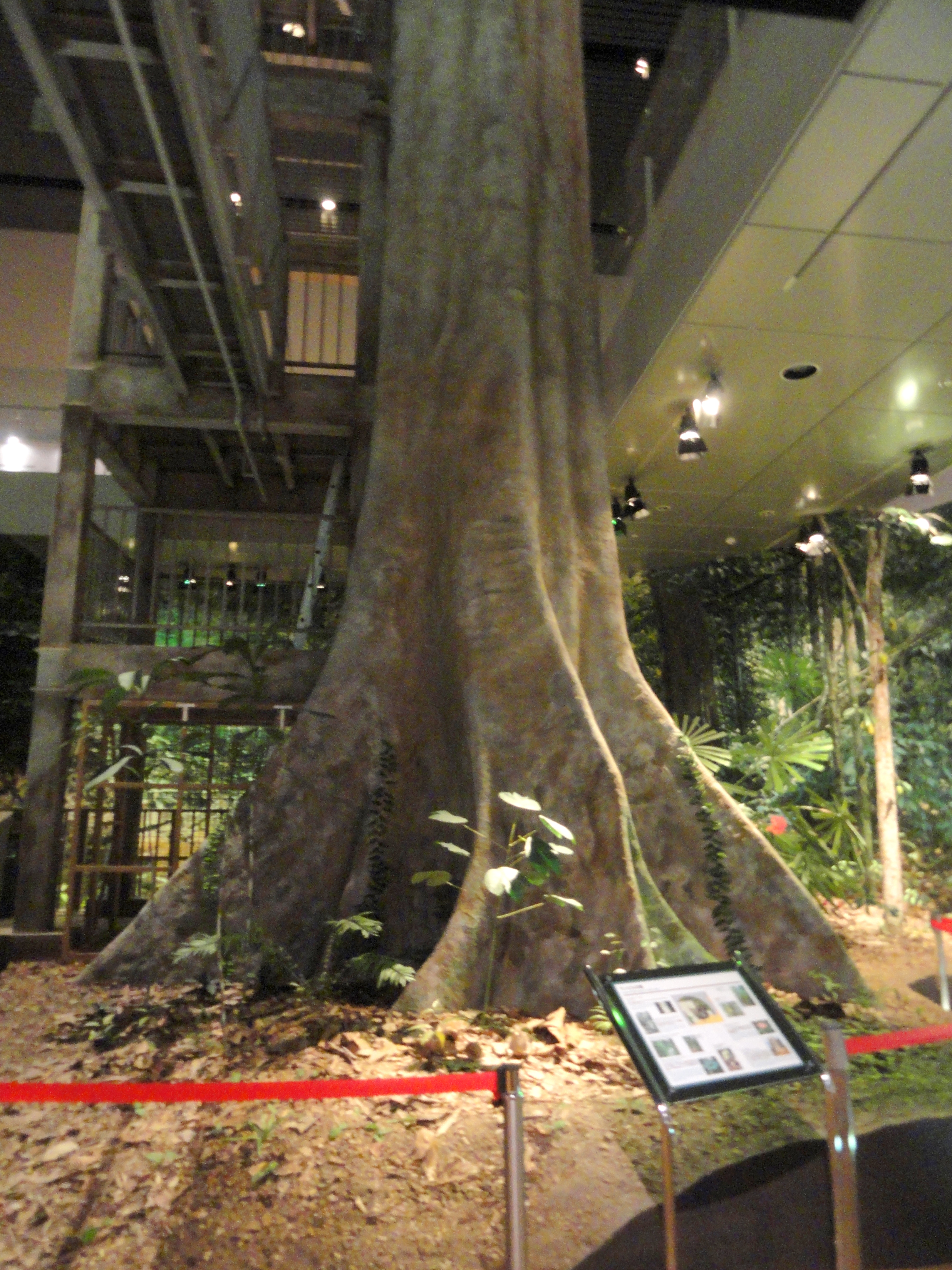
熱帯雨林のジオラマ展示

## 文化財

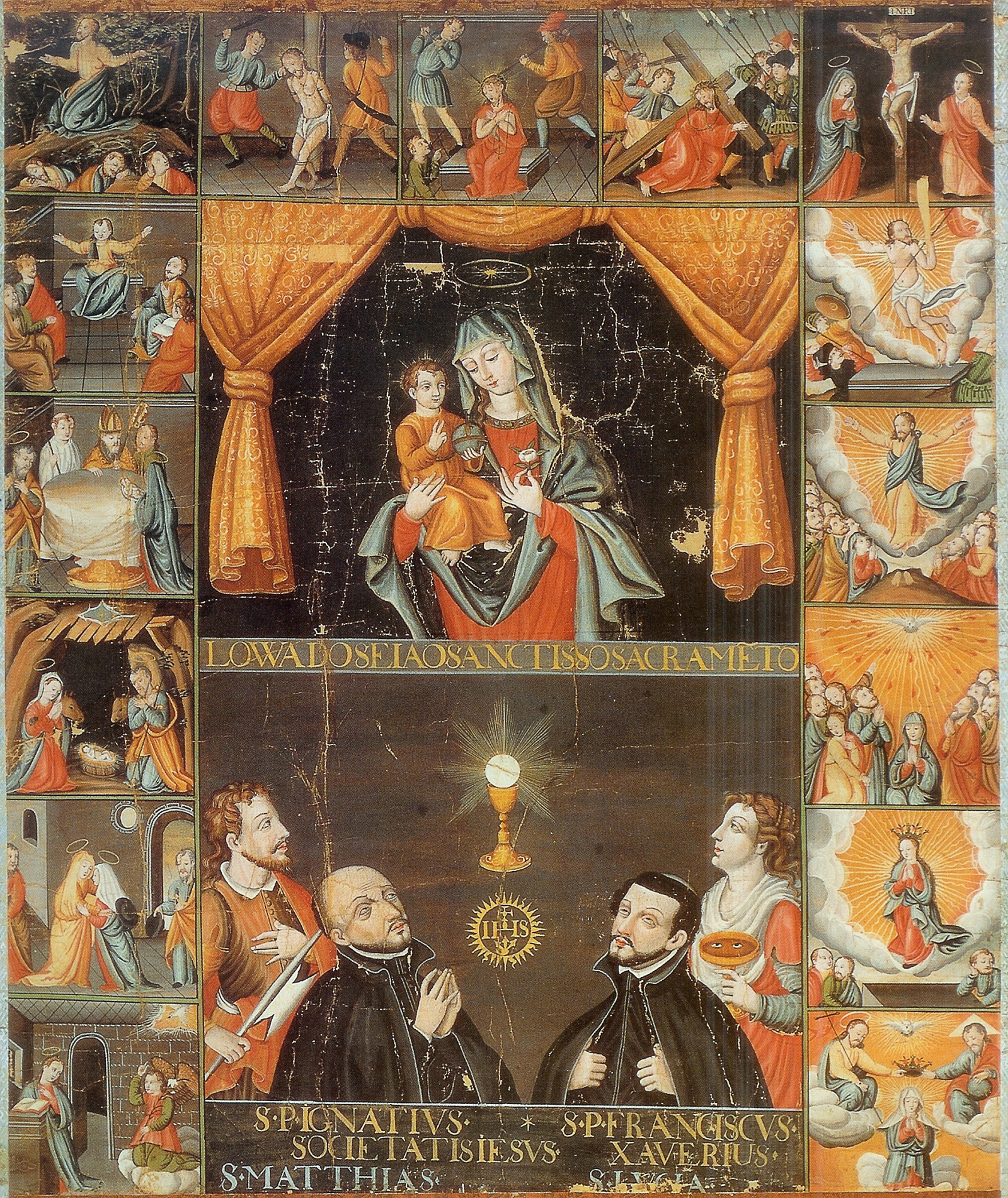
聖母子十五玄義・聖体秘跡図

### 国宝
- 山科西野山古墳出土品（明細は後出）

### 重要文化財
- 紙本著色聖母子十五玄義・聖体秘跡図 1面 附：竹筒等1合2本[1][2]
- 大御記 6巻（自筆本（永保元年具注暦）1、古写本5）
- 永昌記 6巻
- 教王護国寺文書 354巻、27帖、6幅
- 長講堂領目録 2巻 附：長講堂領年貢注文断簡
- 過所船旗（麻布・文永九年二月日）・秦家文書108通
- 金銅骨蔵器・石櫃 兵庫県宝塚市米谷出土（北米谷古墓）
- 大和唐古遺跡出土品 一括（明細は後出）
- 長持形石棺 京都府城陽市久津川車塚古墳出土
- 京都府椿井大塚山古墳出土品 一括（明細は後出）
- 檜扇 2握（壬生家伝来）附：安政三年二月十九日三条実万書状1通
  - 春日行幸次第 1握
  - 内裏上棟次第 1握
- 大日本史編纂記録 248冊 - 2017年度指定[3][4]
- 朝鮮国書 3通[5]
  - 李昖書契　万暦三十五年正月日、対馬藩作成
  - 李昖別幅　対馬藩作成
  - 李琿書契　万暦四十五年五月日、対馬藩作成

出典：2000年までの指定物件については、『国宝・重要文化財大全 別巻』（所有者別総合目録・名称総索引・統計資料）（毎日新聞社、2000）による。

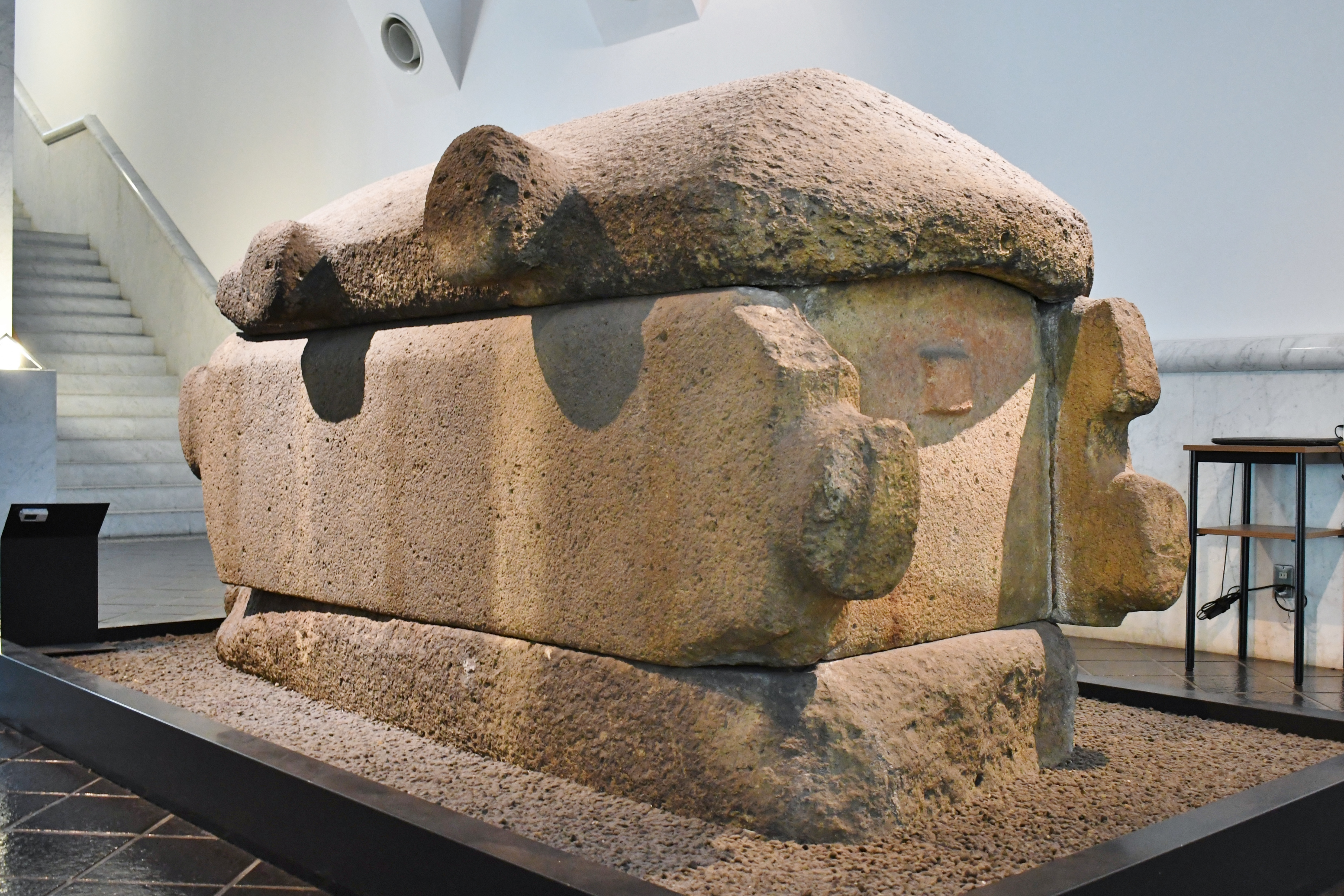
久津川車塚古墳 長持形石棺

### その他

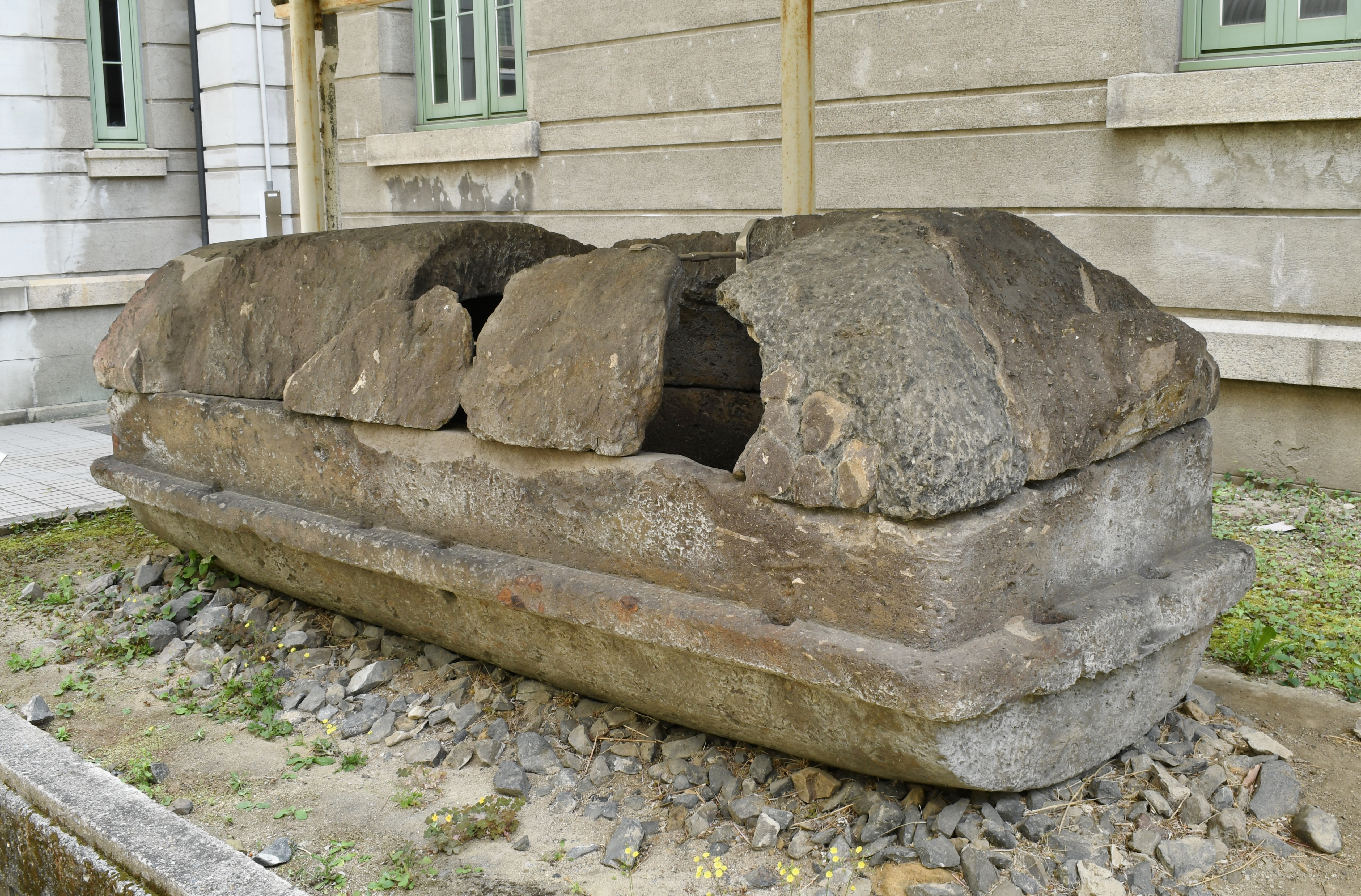
八幡茶臼山古墳 舟形石棺
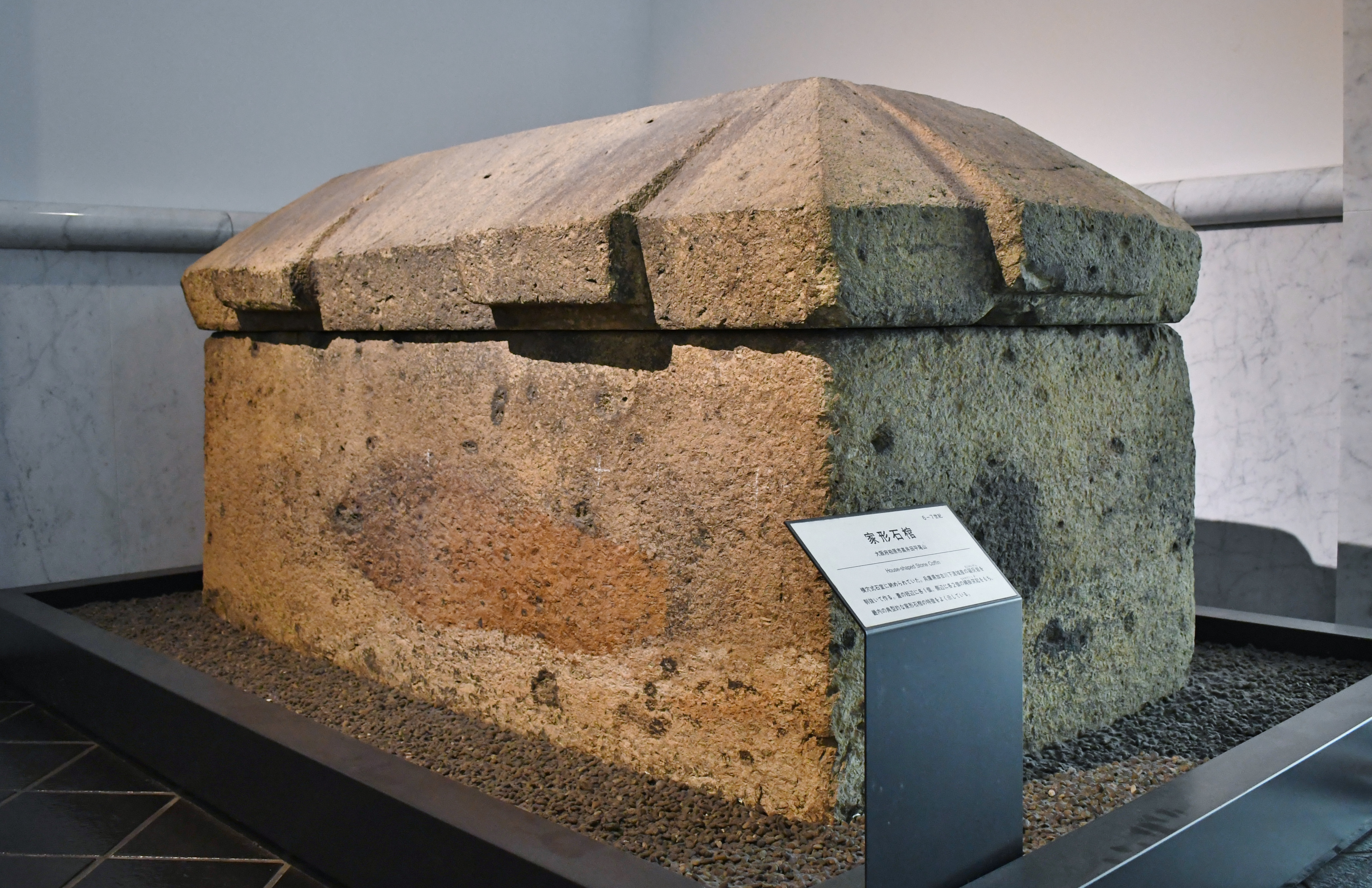
柏原市高井田平尾山 家形石棺
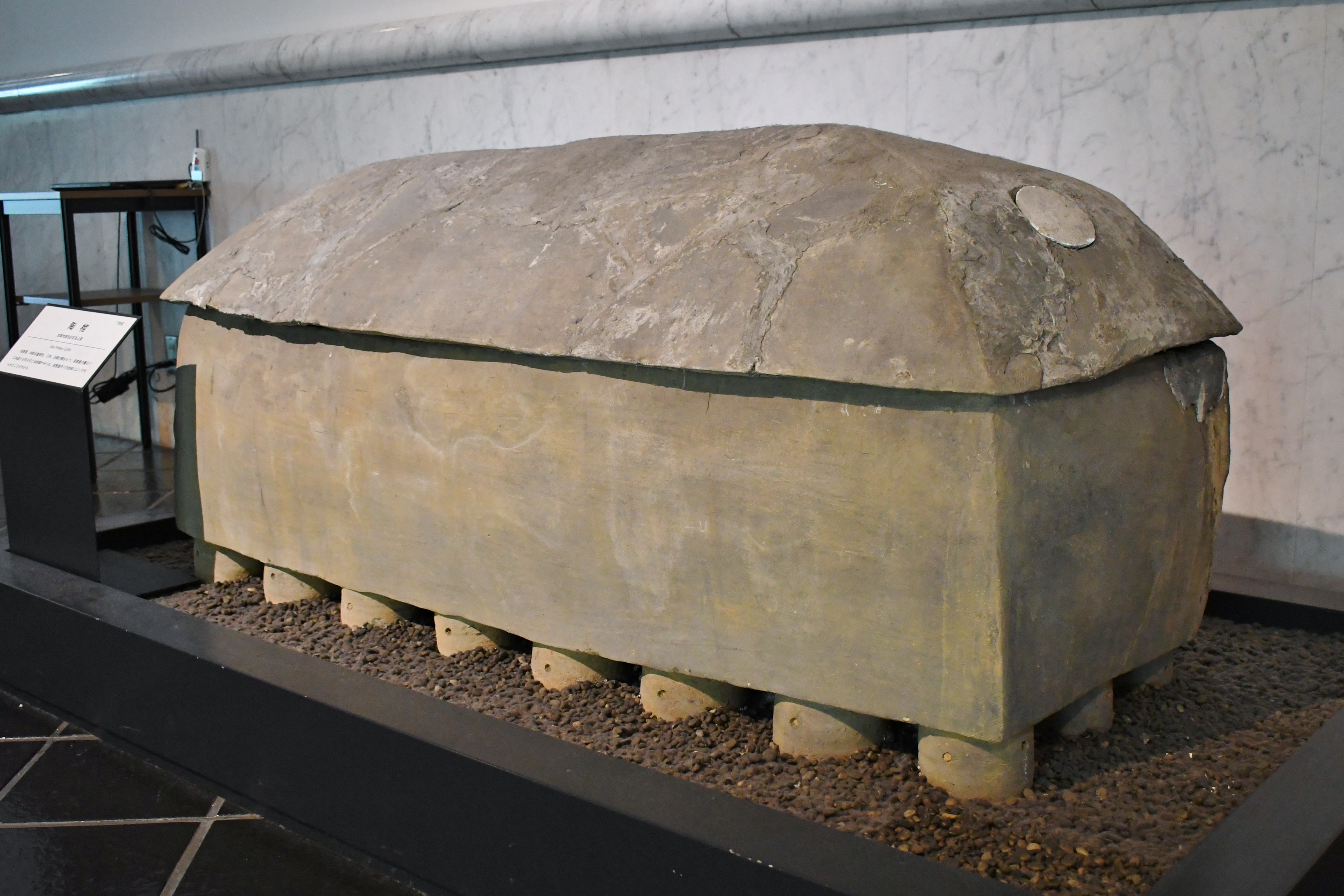
京都市西京区石見上里 陶棺
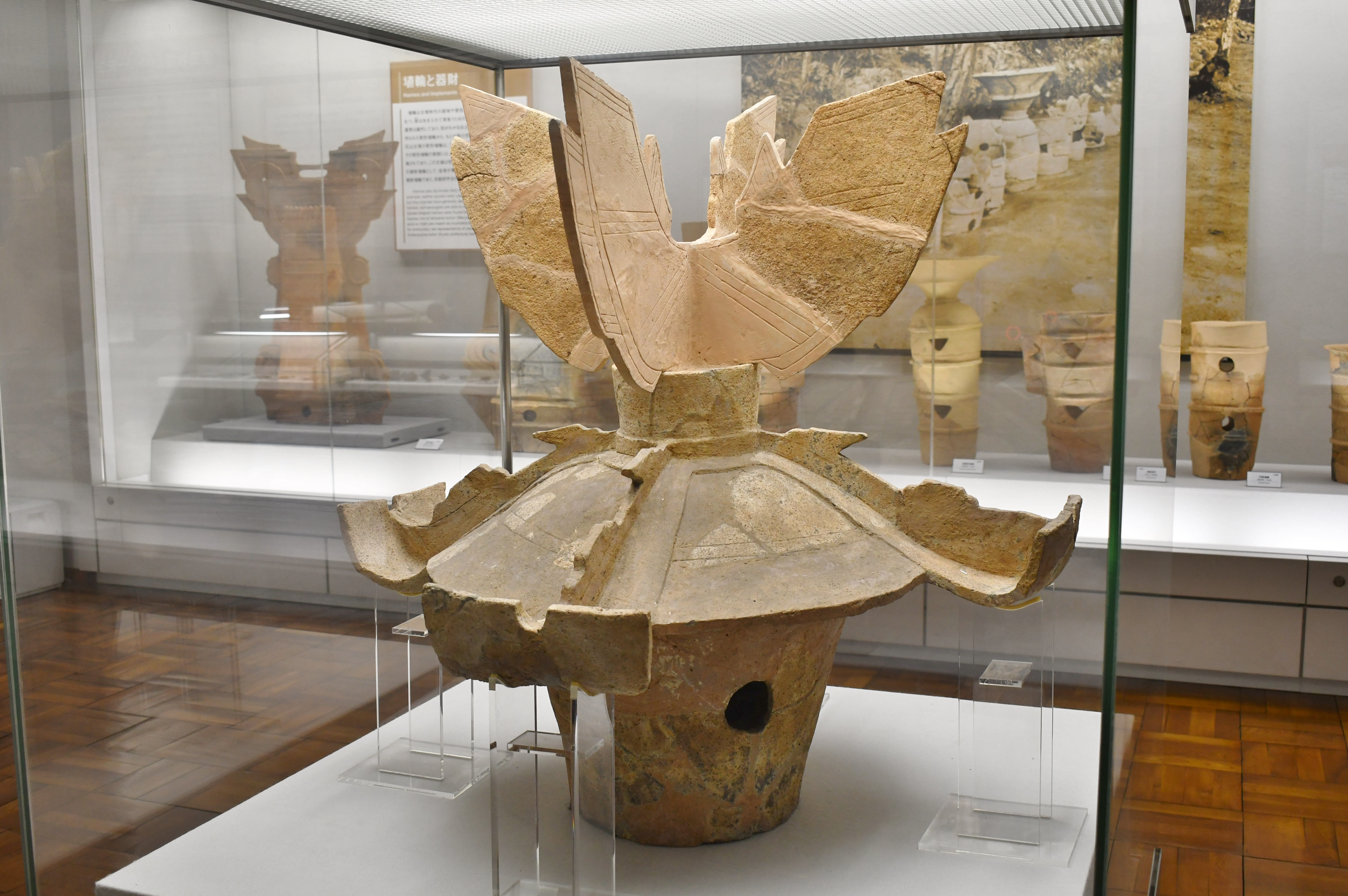
庵寺山古墳 蓋形埴輪
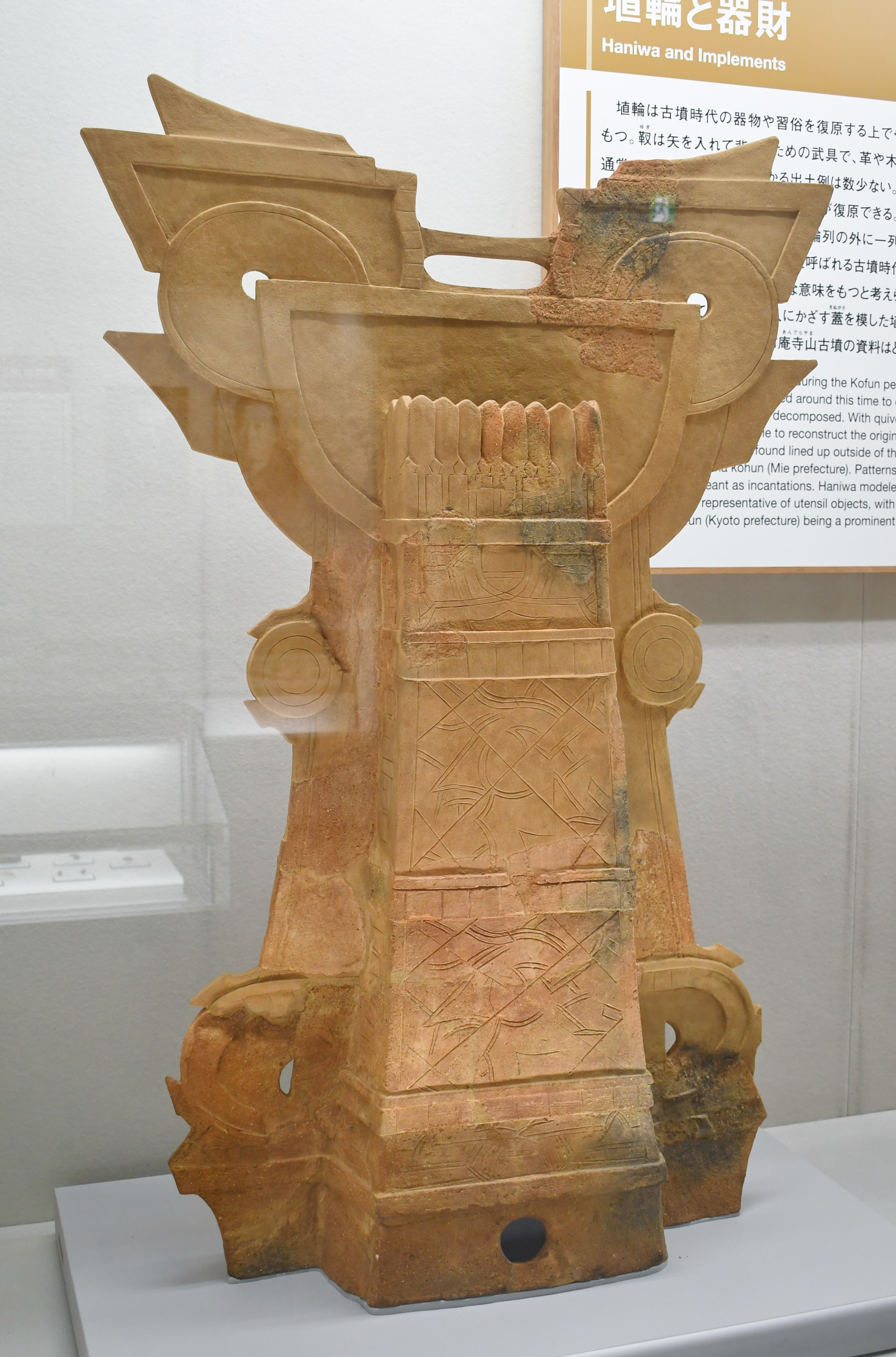
庵寺山古墳 靫形埴輪

## 所在地・開館情報
- 京都市左京区吉田本町
- 開館時間　9:30〜16:30、休館日は毎週月曜、火曜、年末年始、創立記念日（6月18日）、夏期休業日（8月第3週水曜日）。

## アクセス
- 京都市バス：JR/近鉄京都駅から17,206系統、阪急京都河原町駅から3,17,31,201系統、地下鉄烏丸線今出川駅から201,203系統、地下鉄東西線東山駅から31,201,206系統で「百万遍」（ひゃくまんべん）で下車徒歩約2分。
- 京阪電鉄：鴨東線（おうとうせん）の「出町柳」下車、今出川通りを東進し、百万遍交差点を南に折れてすぐ（出町柳駅から徒歩15分）。

## 歴代館長
- 河野昭一：初代館長 (1997-1999)[6]
- 瀬戸口烈司：第2代館長 (1999-2003)[6]
- 山中一郎：第3代館長 (2003-2005)
- 中坊徹次：第4代館長 (2005-2007)
- 山中一郎：第5代館長 (2007-2009)
- 大野照文：第6代館長 (2009-2015)
- 岩﨑奈緒子：第7代館長 (2015-2019)
- 永益英敏：第8代館長 (2019-)